# Episodi di Club 57 (seconda stagione)
La seconda stagione di Club 57 viene trasmessa in America Latina da Nickelodeon (America Latina e Brasile) dal 14 giugno 2021. In Italia invece è ancora inedita.
| n°            | Titolo spagnolo               | Titolo portoghese            | Titolo italiano | Prima TV America Latina                           | Prima TV Brasile                                  | Prima TV Italia |
| Prima parte   | Prima parte                   | Prima parte                  | Prima parte     | Prima parte                                       | Prima parte                                       | Prima parte     |
| ------------- | ----------------------------- | ---------------------------- | --------------- | ------------------------------------------------- | ------------------------------------------------- | --------------- |
| 1             | El tiempo vueleve a correr    | O tempo corre de novo        | TBA             | 11 giugno 2021 (Youtube)14 giugno 2021 (TV)       | 11 giugno 2021 (Youtube)14 giugno 2021 (TV)       | TBA             |
| 2             | JJ esta en problemas          | JJ Está com Problemas        | TBA             | 15 giugno 2021                                    | 15 giugno 2021                                    | TBA             |
| 3             | Futugatas                     | Futugatas                    | TBA             | 16 giugno 2021                                    | 16 giugno 2021                                    | TBA             |
| 4             | Ser o parecer                 | Ser ou Aparecer              | TBA             | 17 giugno 2021                                    | 17 giugno 2021                                    | TBA             |
| 5             | Las pistas de sofi            | As Pistas de Sofi            | TBA             | 18 giugno 2021                                    | 18 giugno 2021                                    | TBA             |
| 6             | El paso del rey               | O Passo do Rei               | TBA             | 21 giugno 2021                                    | 21 giugno 2021                                    | TBA             |
| 7             | Maca-moco                     | Maca-Moco                    | TBA             | 22 giugno 2021                                    | 22 giugno 2021                                    | TBA             |
| 8             | La hera del hielo             | A Era De Velho               | TBA             | 23 giugno 2021                                    | 23 giugno 2021                                    | TBA             |
| 9             | JJ al cuadrado                | JJ ao quadrado               | TBA             | 24 giugno 2021                                    | 24 giugno 2021                                    | TBA             |
| 10            | Lavadora temporal             | Lavadora Temporal            | TBA             | 25 giugno 2021                                    | 25 giugno 2021                                    | TBA             |
| 11            | Helado de menta               | Sorvete de Menta             | TBA             | 28 giugno 2021                                    | 28 giugno 2021                                    | TBA             |
| 12            | Un diario nada Íntimo         | Um Diário Nada Secreto       | TBA             | 29 giugno 2021                                    | 29 giugno 2021                                    | TBA             |
| 13            | La rurruseñal                 | A RuruSinal                  | TBA             | 30 giugno 2021                                    | 30 giugno 2021                                    | TBA             |
| 14            | Upss... Eva lo hizo de nuevo  | Opss... Eva Você Fez de Novo | TBA             | 1 luglio 2021                                     | 1 luglio 2021                                     | TBA             |
| 15            | ¡Mira quien salta ahora!      | Veja Quem Salta Agora        | TBA             | 2 luglio 2021                                     | 2 luglio 2021                                     | TBA             |
| 16            | Cuenta regresiva              | Contagem Regressiva          | TBA             | 5 luglio 2021                                     | 5 luglio 2021                                     | TBA             |
| 17            | Eva-wow                       | Eva -Uau                     | TBA             | 6 luglio 2021                                     | 6 luglio 2021                                     | TBA             |
| 18            | Todo por una piedra           | Tudo Por Uma Pedra           | TBA             | 7 luglio 2021                                     | 7 luglio 2021                                     | TBA             |
| 19            | Noticias del futuro           | Notícias do Futuro           | TBA             | 8 luglio 2021                                     | 8 luglio 2021                                     | TBA             |
| 20            | Desconexión total             | Desconexão Total             | TBA             | 9 luglio 2021                                     | 9 luglio 2021                                     | TBA             |
| 21            | SIN-SYNC                      | SIN-SYNC                     | TBA             | 12 luglio 2021                                    | 12 luglio 2021                                    | TBA             |
| 22            | Esfera de las bermudas        | Esfera das Bermudas          | TBA             | 13 luglio 2021                                    | 13 luglio 2021                                    | TBA             |
| 23            | Salto en el museo             | Salto no Museo               | TBA             | 14 luglio 2021                                    | 14 luglio 2021                                    | TBA             |
| 24            | De vuelta a casa              | De volta Para Casa           | TBA             | 15 luglio 2021                                    | 15 luglio 2021                                    | TBA             |
| 25            | Cerebritos unidos             | Cérebro Unidos               | TBA             | 16 luglio 2021                                    | 16 luglio 2021                                    | TBA             |
| 26            | In-corrección cronológica     | Correção Cronológica         | TBA             | 19 luglio 2021                                    | 19 luglio 2021                                    | TBA             |
| 27            | Crispr                        | Crisper                      | TBA             | 20 luglio 2021                                    | 20 luglio 2021                                    | TBA             |
| 28            | La pañuelización              | O Lenço                      | TBA             | 21 luglio 2021                                    | 21 luglio 2021                                    | TBA             |
| 29            | JJ guau                       | JJ uau                       | TBA             | 22 luglio 2021                                    | 22 luglio 2021                                    | TBA             |
| 30            | La fiesta se acabó            | A Festa Acabou               | TBA             | 23 luglio 2021                                    | 23 luglio 2021                                    | TBA             |
| Seconda parte |                               |                              |                 |                                                   |                                                   |                 |
| 31            | 1V3 Y0S                       | 1V3 Y0S                      |                 | 10 settembre 2021 (Youtube)13 settembre 2021 (TV) | 10 settembre 2021 (Youtube)13 settembre 2021 (TV) | TBA             |
| 32            | Turista acidentalmente        | Turista acidentalmente       |                 | 14 settembre 2021                                 | 14 settembre 2021                                 | TBA             |
| 33            | Marty Mc Turry-Fly            | Marty Mc Turry-Fly           |                 | 15 settembre 2021                                 | 15 settembre 2021                                 | TBA             |
| 34            | Rescate central               | Resgate Central              |                 | 16 settembre 2021                                 | 16 settembre 2021                                 | TBA             |
| 35            | Amor por la television        | Amor pela televisão          |                 | 17 settembre 2021                                 | 17 settembre 2021                                 | TBA             |
| 36            | Las Rosagatas estan de vuelta | O retorno das Rosagatas      |                 | 20 settembre 2021                                 | 20 settembre 2021                                 | TBA             |
| 37            | El día libre de Eva y Rubén   | Dia de folga de Eva e Rubén  |                 | 21 settembre 2021                                 | 21 settembre 2021                                 | TBA             |
| 38            | Portalizando                  | Portalizando                 |                 | 22 settembre 2021                                 | 22 settembre 2021                                 | TBA             |
| 39            | Abuelo dime tu                | Avô digá-me você             |                 | 23 settembre 2021                                 | 23 settembre 2021                                 | TBA             |
| 40            | Sin zapato                    | Sem sapato                   |                 | 24 settembre 2021                                 | 24 settembre 2021                                 | TBA             |
| 41            | Con amor Simone               | Com amor Simon               |                 | 27 settembre 2021                                 | 27 settembre 2021                                 | TBA             |
| 42            | Selfie con Simon              | Selfie com Simon             |                 | 28 settembre 2021                                 | 28 settembre 2021                                 | TBA             |
| 43            | Simon dice                    | Simon diz                    |                 | 29 settembre 2021                                 | 29 settembre 2021                                 | TBA             |
| 44            | Portalizando                  | Portalizando                 |                 | 30 settembre 2021                                 | 30 settembre 2021                                 | TBA             |
| 45            | Abrigo de lechuga             | Casaco de alface             |                 | 1 ottobre 2021                                    | 1 ottobre 2021                                    | TBA             |
| 46            | Stein Ziggy                   | Stein ziggy                  |                 | 4 ottobre 2021                                    | 4 ottobre 2021                                    | TBA             |
| 47            | Antecipapiro                  | Antecipapiro                 |                 | 5 ottobre 2021                                    | 5 ottobre 2021                                    | TBA             |
| 48            | Ruben quién                   | Ruben quem                   |                 | 6 ottobre 2021                                    | 6 ottobre 2021                                    | TBA             |
| 49            | Mi JJ                         | Meu proprio jj               |                 | 7 ottobre 2021                                    | 7 ottobre 2021                                    | TBA             |
| 50            | JJ Vs JJ                      | Jj vs jj                     |                 | 8 ottobre 2021                                    | 8 ottobre 2021                                    | TBA             |
| 51            | Ruben-ífico                   | Ruben-ífico                  |                 | 11 ottobre 2021                                   | 11 ottobre 2021                                   | TBA             |
| 52            | La Central de Amazones        | Central da amazônia          |                 | 12 ottobre 2021                                   | 12 ottobre 2021                                   | TBA             |
| 53            | Marangoni Beta                | Marangoni Beta               |                 | 13 ottobre 2021                                   | 13 ottobre 2021                                   | TBA             |
| 54            | Aù Revoir Rosagata            | Adeus Rosagatas              |                 | 14 ottobre 2021                                   | 14 ottobre 2021                                   | TBA             |
| 55            | La Noche Del Cometa           | A noite do cometa            |                 | 15 ottobre 2021                                   | 15 ottobre 2021                                   | TBA             |
| 56            | Veros                         | Veros                        |                 | 18 ottobre 2021                                   | 18 ottobre 2021                                   | TBA             |
| 57            | Franken frigorifica           | Franken frigorifica          |                 | 19 ottobre 2021                                   | 19 ottobre 2021                                   | TBA             |
| 58            | Verocalipsis                  | Verocalipsis                 |                 | 20 ottobre 2021                                   | 20 ottobre 2021                                   | TBA             |
| 59            | Verocalipsis pt 2             | Verocalipsis pt 2            |                 | 21 ottobre 2021                                   | 21 ottobre 2021                                   | TBA             |
| 60            | La luna en la pared           | A Lua na parede              |                 | 22 ottobre 2021                                   | 22 ottobre 2021                                   | TBA             |